# Auvet-et-la-Chapelotte
Auvet-et-la-Chapelotte è un comune francese di 258 abitanti situato nel dipartimento dell'Alta Saona nella regione della Borgogna-Franca Contea.

## Società

### Evoluzione demografica
Abitanti censiti